# رانيا سامي
رانيا سامي كاتبة وطبيبة نفسية مصرية وعضو اتحاد الأطباء النفسيين.

## أعمالها ومؤلفاتها
كتبت رانيا سامي العديد من الكتب في مجالات علم النفس والتنمية البشرية، ومنها:
- ظلام في رأسي: صدر عام 2023 عن دار الرواق للنشر والتوزيع بالقاهرة.
- عقل يحترق.. التحرر من الوسواس القهري: صدر عام 2024 عن دار الرواق للنشر والتوزيع بالقاهرة.
- آلاعيب نفسية: صدر عام 2025 عن دار الرواق للنشر والتوزيع بالقاهرة.
- ما زلت أحبها سادة: صدر عن مؤسسة ببلومانيا للنشر والتوزيع.[2]

## وصلات خارجية
- صفحة الكاتبة على موقع جود ريدز
- صفحة الكاتبة على موقع أبجد